# Paloma Cabrera Bonet
Paloma Cabrera Bonet (10 de agosto de 1954-30 de agosto de 2020) fue la conservadora jefa del Departamento de Antigüedades Griegas y Romanas del Museo Arqueológico Nacional de España. Doctora en Arqueología, especialista en arqueología griega. Sus investigaciones se han centrado en la historia de la presencia griega en la península ibérica y en iconografía y religión griegas. 

## Trayectoria profesional
Inició en el curso 1971-72 los estudios de Filosofía y Letras en la Universidad Autónoma de Madrid, finalizando la especialidad de Arqueología en el curso 1975-76 y recibiendo el Premio Extraordinario de Licenciatura (1980). En 1987 defendió su Tesis Doctoral sobre el tema "El comercio griego en Huelva en época arcaica" bajo la dirección del Dr. Ricardo Olmos. Fue profesora asociada en el Departamento de Historia y Teoría del Arte de la Universidad Autónoma de Madrid (1981-1988) donde impartió la asignatura de "Arte Clásico". En 1988 obtuvo una Beca postdoctoral del Plan Nacional de Formación del Personal Investigador (CICYT), en el Museo Arqueológico Nacional. Ingresó por oposición en el Cuerpo de Conservadores de Museos en 1989, y fue destinada al Museo Nacional de Arqueología Marítima de Cartagena, de donde fue directora (1989-1992). Desde 1992 hasta su fallecimiento, fue Conservadora Jefa del Departamento de Antigüedades Griegas y Romanas del Museo Arqueológico Nacional. 
Fue la responsable científica y miembro del Consejo Rector del Centro Iberia Graeca (Ministerio de Educación, Cultura y Deporte y Generalidad de Cataluña) desde 2007 donde codirigió el proyecto de Documentación "Iberia Graeca. El comercio y la presencia griega en Iberia" hasta 2020. Vocal de la Junta de Calificación, Valoración y Exportación de Bienes del Patrimonio Histórico Español (Secretaría de Estado de Cultura), desde marzo de 2011. Miembro correspondiente del Instituto Arqueológico Alemán desde 2014, y miembro del Consejo del Instituto Universitario de Ciencias de la Antigüedad de la Universidad Autónoma de Madrid desde 2012. 

## Líneas de investigación y de trabajo
Su doble vertiente profesional como arqueóloga especializada en iconografía de vasos griegos y museóloga la ha conducido a realizar diversas estancias de investigación en centros internacionales: Museo Arqueológico Nacional de Chipre en Nicosia (1983), Excavaciones del Instituto Arqueológico Alemán en el Heraion de Samos, Grecia (1984), Instituto Arqueológico Alemán de Roma (1988), Fondation Hardt en Ginebra (1997), École Normale Superieure de Paris (1997, 1998, 1999, 2001, 2002, 2003, 2006) y Escuela Española de Arqueología en Roma (2007).  
Así mismo ha participado en numerosos proyectos de investigación, con diferentes instituciones como el Centro de Estudios Históricos del CSIC: "Iberia Graeca: estudio sobre la colonización y presencia griega en la península ibérica" (1982-1984), "Iconografía de los mitos clásicos en la península ibérica" (1985-1987), "Mito e imagen en la sociedad ibérica. Alicante y Murcia" (1990-1995), “Introducción a un léxico de imagen prerromana en la península ibérica” (1998-2000), “Animales y plantas en los cultos y ritos del Mediterráneo: Grecia e Iberia” (2003-2005),  “La construcción de la naturaleza desde el poder: imágenes de la Grecia arcaica y clásica y de la cultura ibérica” (2006-2008). El Departamento de Filología Clásica de la Universidad Complutense de Madrid: “Cosmogonía y Escatología en las religiones del Mediterráneo oriental” (2008-2010), “Hombres y dioses. Literatura, religión y filosofía entre oriente y occidente” (2014-2016), "Cultos femeninos de Dioniso y su proyección escatológica" (2018-2020). El Departamento de Historia y Teoría del Arte de la Universidad Autónoma de Madrid: “Iconografía de lo irracional: imágenes dionisíacas en Iberia” (1995-1997), “Imágenes de Atenas en el mundo ibérico. Estudio de la iconografía y recepción de los materiales griegos del siglo IV a.C. en la península ibérica” (2010-2012) o el Instituto de Arqueología de Mérida del CSIC: “Léxico iconográfico del mundo ibérico: las imágenes griegas” (2014-2016). Así mismo ha participado en el Proyecto internacional Thesaurus des Cultes et Rites de l’Antiquité, patrocinado por la Fundación del LIMC (Basilea) y la Paul Getty Trust (USA).  
Ha sido comisaria y editora científica de los catálogos de las siguientes exposiciones: La ciudad de las imágenes (Madrid 1988), Form, Figure and Narrative. Treasures from de Museo Arqueológico Nacional (Meadows Museum, Dallas,USA, 2004). Junto con Carmen Sánchez Fernández ha sido comisaria de la Exposición Los griegos en Iberia. Tras las huellas de Heracles (Atenas 1998, Madrid 2000, Barcelona 2000), junto a Pierre Rouillard, de la exposición El Vaso griego y sus destinos (Madrid 2004) y junto con Ángeles Castellano Hernández, de las exposiciones: En el Museo Arqueológico Nacional (Madrid 2003), Hijos de Crono (Alicante 2005, Valencia 2006, ), Reflejos de Apolo. Deporte y arqueología en el Mediterráneo antiguo (Almería 2005, Mérida 2005, Tarragona 2006, Barcelona 2007, Valencia 2007, Alcalá de Henares 2008, Segovia 2008, Zaragoza 2009), Rostros de Roma. Retratos romanos del Museo Arqueológico Nacional (Alicante 2008, Palma de Mallorca 2009, Valencia 2009, Barcelona 2009, Cartagena 2009, Évora, Portugal 2010, Alcalá de Henares 2010, Toledo 2011, Lisboa 2011), y En el Jardín de las Hespérides. Vasos griegos del Museo Arqueológico Nacional (Málaga 2010, Cádiz 2011, Almería 2011). Ha sido comisaria, junto a Margarita Moreno Conde, de la exposición Sirenas, Toros, Esfinges. Animales reales e imaginarios en el mundo antiguo (Móstoles 2007, Mula 2007, Jerez de la Frontera 2014).  
Como especialista en arqueología griega, sus investigaciones se han centrado en la historia de la presencia griega en la península ibérica, y en iconografía y religión griegas, y se han traducido en numerosos artículos científicos y comunicaciones o ponencias en congresos nacionales e internacionales. Ha coordinado publicaciones colectivas, en las que también ha contribuido con sus propios trabajos: Griegos e Iberos: lecturas desde la diversidad (Huelva 1994), En los límites de Dioniso (Madrid 1998), Cerámiques jònies d’època arcaica: centres de producció i comercializació al Mediterrani Occidental (Barcelona 2000), Sobre la Odisea, visiones desde el mito y la arqueología (Madrid 2003), Paraíso cerrado, jardín abierto. El reino vegetal en el imaginario religioso del Mediterráneo (Madrid 2005), El vaso griego en el arte europeo de los siglos XVIII y XIX (Madrid 2007), Iberia Graeca. El legado arqueológico griego en la península ibérica (Girona, 2012), Per speculum in aenigmate. Miradas sobre la Antigüedad. Homenaje a Ricardo Olmos (Madrid, 2014).
Fue autora intelectual, junto con Ángeles Castellano Hernández y Margarita Moreno Conde, de la renovación de las salas de Grecia y de Hispania romana del Museo Arqueológico Nacional.